# Культура Їнпу
Культура Їнпу (кит.: 營埔文化; піньїнь: Yíngbù Wénhuà) — доісторична культура епохи неоліту (3500 — 2000 років тому) в центральному Тайвані. Вона характеризується сіро-чорною керамікою. Ареалом поширення були прибережні райони середньої та нижньої течії річок Чжошуй, Даду, Усі та Дацзя в центральному Тайвані. Територія поширення культури досить велика, площею близько 450 000 квадратних метрів. Місцевий рельєф, як правило, рівнинний, з висотою 23-25 м над рівнем моря, трохи вище на півночі і нижче на півдні. Культуру Їнпу вперше виявив у 1943 році японський археолог Наоїчі Кокубу на пам'ятці Їнпу в місті Тайчжун. З метою класифікації культурних знахідок культуру Їнпу названо за місцем знаходження пам'ятки. Культура Їнпу — це важливий культурний тип епохи неоліту в центральній частині Тайваню.

## Період існування
Згідно з дослідженнями професора Сун Веньсюня, культура Їнпу датується періодом між 3500 — 1500 рр. до нашої ери і належить до епохи пізнього неоліту та бронзового віку.

## Кераміка
Кераміка переважно сіро-чорного кольору, зустрічається також червонувато-коричнева. Більшість зразків створено з дрібного піску, деякі з намулу, зустрічається полірована кераміка чорного кольору. Існує багато типів візерунків, у тому числі кругові, увігнуті, у вигляді пір'я, ромбовидні, хвилясті, у вигляді мотузки, діагональні лінії тощо. Формами посуду є горщики, миски, деякі з них мають кришки та ніжки. Існує багато різноманітних кам'яних інструментів: сокири, мотики, тесла, ножі, наконечники стріл, кулі, підвіски для сіток тощо. Кількість прикрас невелика. Хоча на кожній пам'ятці існують схожі між собою рештки культури Їнпу, вони всі мають і свої відмінні характеристики. Наприклад, рештки у формі лап тварин і розписана кераміка в Їнпу, кам'яні ступи в печері, кварцові кам'яні кулі на вершині Дапін, кераміка в Феньюань і селі Чжуанхоу; майже всі зразки відносно прості.

## Господарство
На цьому етапі в житті людини домінувало сільське господарство. На додаток до великої кількості кам'яних мотик, ножів та інших сільськогосподарських знарядь, були виявлені сліди рисового лушпиння, знайдені на кераміці, розкопаній на пам'ятці Їнпу. Вчені припускають, що в той час міг культивуватися рис. Крім землеробства, досить розвинені мисливство і рибальство, які залишили після себе велику кількість грузил для сітки і наконечників стріл.